# Пауль Вергах
Пауль Вергах (нід. Paul Verhaegh, нар. 1 вересня 1983, Кроненберг) — нідерландський футболіст, захисник «Вольфсбурга» та національної збірної Нідерландів.

## Клубна кар'єра
Народився 1 вересня 1983 року в місті Кроненберг. Розпочав займатись футболом у клубі «Кроненберг» з рідного міста, після чого навчався у школах «ВВВ-Венло» та ПСВ.
2003 року став гравцем ПСВ, проте не провівши за головну команду жодного матчу, був відразу відданий в оренду в «Апелдорн», де провів наступний сезон, взявши участь у 33 матчах чемпіонату.
Протягом 2004–2006 років захищав кольори команди клубу «Ден Босх». Своєю грою привернув увагу представників тренерського штабу «Вітесса», до складу якого приєднався 2006 року. Відіграв за команду з Арнема наступні чотири сезони своєї ігрової кар'єри. Більшість часу, проведеного у складі «Вітесса», був основним гравцем захисту команди.
До складу клубу «Аугсбург» приєднався 27 травня 2010 року. В першому ж сезоні, зігравши у 30 матчах чемпіонату, допоміг команді зайняти друге місце у Другій Бундеслізі і вийти в Бундеслігу, де і продовжив грати. Наразі встиг відіграти за аугсбурзький клуб 102 матчі в національному чемпіонаті.

## Виступи за збірні
Протягом 2006–2007 років залучався до складу молодіжної збірної Нідерландів разом з якою став молодіжним чемпіоном Європи 2006 року. Всього на молодіжному рівні зіграв у 20 офіційних матчах, забив 5 голів.
15 серпня 2013 року дебютував в офіційних матчах у складі національної збірної Нідерландів в товариському матчі проти збірної Португалії, матч закінчився з рахунком 1:1..
Наступного року був включений в остаточну заявку збірної на чемпіонат світу 2014 року в Бразилії. Наразі провів у формі головної команди країни 2 матчі.

## Титули і досягнення
- Чемпіон Європи (U-21): 2006
- Бронзовий призер чемпіонату світу: 2014